# Ammothea dorsiplicata
Ammothea dorsiplicata is een zeespin uit de familie Ammotheidae. De soort behoort tot het geslacht Ammothea. Ammothea dorsiplicata werd in 1943 voor het eerst wetenschappelijk beschreven door Hilton. 